# Don Granato
Pour les articles homonymes, voir Granato.
Don Granato (né le 11 août 1967 à Downers Grove, dans l'État de l'Illinois aux États-Unis) est un joueur professionnel retraité et entraîneur de hockey sur glace. Il est le frère de Tony Granato, lui aussi joueur et entraîneur de hockey sur glace et de Catherine Granato, ancienne capitaine de l'Équipe des États-Unis féminine de hockey sur glace.

## Statistiques

### Statistiques de joueur
| Saison    | Équipe                    | Ligue |    | Saison régulière | Saison régulière | Saison régulière | Saison régulière | Saison régulière |   | Séries éliminatoires | Séries éliminatoires | Séries éliminatoires | Séries éliminatoires | Séries éliminatoires |
| Saison    | Équipe                    | Ligue | PJ | B                | A                | Pts              | Pun              | PJ               | B | A                    | Pts                  | Pun                  |                      |                      |
| 1984-1985 | Haute école de Burnsville | CHEA  | -  | -                | -                | -                | -                |                  |   |                      |                      |                      |                      |                      |
| 1985-1986 | Capitols de Madison       | USHL  | 48 | 32               | 37               | 69               | 55               |                  |   |                      |                      |                      |                      |                      |
| 1986-1987 | Capitols de Madison       | USHL  | -  | 28               | 40               | 68               | -                |                  |   |                      |                      |                      |                      |                      |
| 1987-1988 | Badgers du Wisconsin      | NCAA  | 36 | 10               | 8                | 18               | 18               |                  |   |                      |                      |                      |                      |                      |
| 1988-1989 | Badgers du Wisconsin      | NCAA  | 39 | 9                | 10               | 19               | 50               |                  |   |                      |                      |                      |                      |                      |
| 1989-1990 | Badgers du Wisconsin      | NCAA  | 45 | 12               | 11               | 23               | 40               |                  |   |                      |                      |                      |                      |                      |
| 1990-1991 | Badgers du Wisconsin      | NCAA  | 42 | 14               | 14               | 28               | 42               |                  |   |                      |                      |                      |                      |                      |
| 1991-1992 | Chill de Columbus         | ECHL  | 40 | 10               | 32               | 42               | 28               |                  |   |                      |                      |                      |                      |                      |
| 1992-1993 | Chill de Columbus         | ECHL  | 63 | 16               | 32               | 48               | 46               |                  |   |                      |                      |                      |                      |                      |

### Statistiques d'entraîneur-chef
| Saison    | Équipe                            | Ligue |    | PJ | V  | D  | N | Pr                                            |  | Séries éliminatoires |
| 1993-1994 | Capitols du Wisconsin             | USHL  | -  | -  | -  | -  | - | nommé par intérim remplacé en cours de saison |  |                      |
| 1994-1995 | Gamblers de Green Bay             | USHL  | 48 | 9  | 34 | 1  | 4 | Non qualifiés                                 |  |                      |
| 1995-1996 | Gamblers de Green Bay             | USHL  | 46 | 32 | 11 | 3  | 0 | Vainqueurs                                    |  |                      |
| 1996-1997 | Gamblers de Green Bay             | USHL  | 54 | 41 | 11 | 0  | 2 | Défaite en finale                             |  |                      |
| 1997-1998 | Chill de Columbus                 | ECHL  | 70 | 33 | 30 | 0  | 7 | Non qualifiés                                 |  |                      |
| 1998-1999 | Chill de Columbus                 | ECHL  | 70 | 39 | 24 | 0  | 7 | Défaite au 2e tour                            |  |                      |
| 1999-2000 | Rivermen de Peoria                | ECHL  | 70 | 45 | 20 | 0  | 5 | Vainqueurs                                    |  |                      |
| 2000-2001 | IceCats de Worcester              | LAH   | 80 | 48 | 20 | 9  | 3 | Défaite au 2e tour                            |  |                      |
| 2001-2002 | IceCats de Worcester              | LAH   | 80 | 39 | 33 | 7  | 1 | Défaite au tour qualifitatif                  |  |                      |
| 2002-2003 | IceCats de Worcester              | LAH   | 80 | 35 | 27 | 15 | 3 | Défaite au 1er tour                           |  |                      |
| 2003-2004 | IceCats de Worcester              | LAH   | 80 | 37 | 27 | 13 | 3 | Défaite au 2e tour                            |  |                      |
| 2004-2005 | IceCats de Worcester              | LAH   | 80 | 39 | 34 | 0  | 7 | Non qualifiés                                 |  |                      |
| 2008-2009 | Wolves de Chicago                 | LAH   | 80 | 38 | 37 | 0  | 5 | Non qualifiés                                 |  |                      |
| 2009-2010 | Wolves de Chicago                 | LAH   | 6  | 1  | 5  | 0  | 0 | remplacé en cours de saison                   |  |                      |
| 2011-2012 | National Team Development Program | USHL  | 60 | 26 | 29 | 2  | 3 | Non qualifiés                                 |  |                      |
| 2012-2013 | National Team Development Program | USHL  | 64 | 22 | 37 | 2  | 3 | Non qualifiés                                 |  |                      |
| 2013-2014 | National Team Development Program | USHL  | 34 | 11 | 20 | 0  | 3 | Non qualifiés                                 |  |                      |
| 2014-2015 | National Team Development Program | USHL  | 26 | 19 | 5  | 0  | 2 | Non qualifiés                                 |  |                      |
| 2015-2016 | National Team Development Program | USHL  | 25 | 17 | 7  | 0  | 1 | Non qualifiés                                 |  |                      |
| 2020-2021 | Sabres de Buffalo                 | LNH   | 28 | 9  | 16 | 0  | 3 | Non qualifiés                                 |  |                      |

| Année | Équipe     | Compétition |   | PJ | V | D | Pr                 |  | Classement final |
| 2012  | États-Unis | CM-17       | 6 | 5  | 1 | 0 | Médaille de bronze |  |                  |
| 2013  | États-Unis | CM-18       | 7 | 4  | 1 | 2 | Médaille d'argent  |  |                  |
| 2014  | États-Unis | CM-17       | 6 | 6  | 0 | 0 | Médaille d'or      |  |                  |
| 2015  | États-Unis | CM-18       | 7 | 6  | 0 | 1 | Médaille d'or      |  |                  |
| 2016  | États-Unis | CM-17       | 5 | 3  | 2 | 0 | 6e place           |  |                  |

## Récompenses
- United States Hockey League
  - Récipiendaire de la Coupe Anderson avec les Gamblers de Green Bay lors de la saison 1995-1996
  - Récipiendaire de la Coupe Clark avec les Gamblers de Green Bay lors de la saison 1995-1996
  - nommé comme Équipe de l'année de l'USHL avec les Gamblers de Green Bay lors de la saison 1995-1996
  - Récipiendaire de la Coupe Andersonavec les Gamblers de Green Bay lors de la saison 1996-1997
- ECHL
  - Récipiendaire de la Coupe Kelly avec les Rivermen de Peoria lors de la saison 1999-2000
- Ligue américaine de hockey
  - Récipiendaire du trophée Macgregor-Kilpatrick avec les IceCats de Worcester lors de la saison 2000-2001
  - Récipiendaire du trophée Louis-A.-R.-Pieri remis à l'entraîneur de l'année lors de la saison 2000-2001
  - sélectionné en tant qu'entraîneur pour le match des étoiles
- Défi mondial des moins de 17 ans
  -  Médaille de bronze avec l'Équipe des États-Unis en 2012
  -  Médaille d'or avec l'Équipe des États-Unis en 2014
- Championnat du monde moins de 18 ans
  -  Médaille d'argent avec l'Équipe des États-Unis en 2013
  -  Médaille d'or avec l'Équipe des États-Unis en 2015
- Championnat du monde
  -  Médaille de bronze avec l'Équipe des États-Unis en tant qu'entraîneur-assistant en 2018